# حمله صلیبیون به مصر
حمله صلیبیون به مصر (۱۱۶۳-۱۱۶۹) به مجموعه لشکرکشی که توسط پادشاهی اورشلیم برای گسترش حوزه قدرت و قلمروی خود در مصر بعد از ضعف خلافت فاطمیان اطلاق می‌شود. این جنگ به دنبال آشفتگی داخلی و مسئله جانشینی در خلافت فاطمیان شروع شد که دو قدرت آن زمان، یعنی دودمان زنگیان به رهبری نورالدین زنگی و پادشاهی اورشلیم به رهبری امالریک یکم درصدد از این شرایط برای بسط قدرت خود بودند. در نهایت صلیبیون موفق به بسط قلمروی خود رد مصر نشدند و زنگیان نیز پس از اعلان سلطنت جدید توسط صلاح‌الدین ایوبی در مصر، حوزه قدرت خود را در مصر از دست داد.